# Mencius
Mencius (čínsky znaky 孟子, pinyin Mèngzǐ, česká transkripce Meng-c’; 371 př. n. l. – 289 př. n. l.) byl čínský filosof patřící mezi Konfuciovy žáky. Učení svého mistra rozvinul zejména tím, že vypracoval konkrétní teorii lidské povahy a také mu dal široké politické uplatnění.

## Životopis
Mencius se narodil ve státě Čou za období Jara a Podzimu na území dnešní provincie Šan-tung jen asi 30 km od Konfuciova rodiště Čchü-fu. Z jeho života není moc známo a zachované záznamy se natolik podobají životu Konfucia, že je jejich historická věrnost velmi sporná. Jisté je, že žil přibližně ve stejné době jako v Řecku Platón a Aristoteles.
Když byl Mencius velmi malý, zemřel mu otec a jeho výchova byla svěřena matce, která se ji zhostila natolik dobře, že se stala vzorem pravé matky lidem všech společenských vrstev. (Aby svému synovi zajistila nejlepší prostředí k rozvoji, třikrát se prý stěhovala.) Mencius podrobně studoval Konfuciovo učení a byl vybrán za ministra (rádce panovníka) jednoho státu. Po několika letech Mencius zjistil, že jemu nadřízený vládce není ochotný se dle jeho rad řídit, a proto na tento úřad rezignoval, a jako putující filosof cestoval ze státu do státu a vykládal Konfuciovo učení. Nakonec jej příznivě přijal do svých služeb král Chuej, v jehož království se díky učencově moudrým opatřením brzy značně zlepšily životní podmínky obyvatelstva. Po Menciově smrti se Chuej stáhl do soukromého života a až do své smrti vyučoval Menciovy učedníky a spolu s nimi připravoval knihu, jež dnes nese Menciovo jméno.

## Myšlenky
Menciova kniha se nese v idealistickém a optimistickém duchu a odráží jeho pevné přesvědčení, že povaha člověka je v zásadě dobrá. („Lidská přirozenost tíhne k dobru stejně jako voda teče stále dolů.“) Dle Mencia má každý sám v sobě vrozené vědění, které jen stačí odkrýt a jeho odhalením u jednotlivce by byl nastolen i pravý společenský řád ve společnosti. Rozdíl mezi tím, že v sobě máme dokonalý vnitřní zákon, ale zároveň se podle něj ani neřídíme (což si Mencius samozřejmě uvědomoval) není způsoben chybou naší přirozenosti jako chybou ve vnějších podmínkách, v nedokonalostech společenského řádu a chybách vládců.
Mencius se proto obrací k politickému myšlení a kritizuje zvyky soudobé společnosti. Zavrhuje především válku („Spravedlivá válka nikdy neexistovala“) a odsuzuje okázalost a plýtvání s veřejnými prostředky. Zdůrazňoval také, že nejdůležitější složkou každého státu je lid, nikoliv jeho vládce. Vládce, který neplní své povinnosti, je lid dokonce oprávněn sesadit a popravit.